# Ceropoda
Ceropoda este un gen de molii din familia Saturniidae. 

## Specii
- Ceropoda tibialis (W. Rothschild, 1907)